# Maria Almas-Dietrich
Maria Almas-Dietrich, geborene Dietrich, (* 27. Juni 1892 in München; † 11. November 1971 in Dachau) war eine deutsche Kunsthändlerin, die zu den wichtigsten Kunstlieferanten Hitlers zählte im Hinblick auf dessen Privaträume und dessen geplantes Führermuseum in Linz.

## Leben
Die Tochter eines Metzgermeisters im Münchner Westend führte nach eigenen Angaben ab 1918 eine eigene Kunstgalerie in München, die spätere Galerie Almas (Maria Dietrich). Sie brachte 1910 ein uneheliches Kind zur Welt und heiratete 1921 den am 1. Mai 1883 in Izmir geborenen Journalisten und Schriftsteller Ali Almàs, der auch unter dem Namen „Diamant“ schrieb und „offenbar ein gebildeter, geistreicher Türke“ war.
Dietrichs Kunstgalerie befand sich neben den Botschaften der Schweiz und der Vereinigten Staaten im 1846 erbauten Palais Schönborn-Wiesentheid in der Münchner Ottostraße 9. Schwerpunkt waren Antiquitäten und Gemälde des 15. bis 19. Jahrhunderts. Sie ließ sich von ihrem Mann, der Jude war, scheiden und betrieb, obwohl sie jetzt staatenlos war und einen Fremdenpass führte, ihren Kunsthandel weiter. Paul Vaucher, der bereits vor Kriegsende in London eine Kommission gegen Kunstraub leitete, wusste, dass sie erst nach einer schweren Geldstrafe und dem Tod ihres Mannes der Reichskammer der bildenden Künste beitreten durfte.
Am 15. Januar 1940 wurde sie aufgrund einer eidesstattlichen Erklärung, dass sie keine Jüdin sei, im Deutschen Reich eingebürgert. Nach der Zerstörung ihrer Galerie bei einem Luftangriff am 20. April 1944 wurde der Betrieb in die eigene Villa an der Gustav-Freytag-Straße 5 im Herzogpark verlagert.
Über den Fotografen Heinrich Hoffmann in Kontakt mit Adolf Hitler gekommen, verkaufte sie diesem zwischen 1936 und 1944 insgesamt 270 Kunstwerke, und zählt damit zu den Kunsthändlern mit der größten Anzahl an an Hitler verkauften Kunstwerken. Sie verkaufte Hitler 1936 die dritte Version des Bildes Die Toteninsel von Arnold Böcklin sowie das Porträt Nanna von Anselm Feuerbach. Letzteres soll Hitlers Lieblingsbild gewesen sein.
Silvester 1935/36 dürfte sie von Hoffmann als Gast in der Loge des Deutschen Opernhauses in Berlin neben Reichskanzler und Propagandaminister abgelichtet worden sein. Am 7. August 1937 zeigte sich Dietrich auf einem weiteren Gruppenfoto Hoffmanns mit Hitler.

„Die Händlerin Maria Almas Dietrich war nicht die einzige, die sich darauf verstand, Druck auf die fluchtbereiten jüdischen Sammler auszuüben, um dann die abgepressten Bilder zu weitaus höheren Preisen an Bormann weiterzuverkaufen.“

Almas-Dietrich stand in Konkurrenz zu Karl Haberstock, der Hitler ab Mitte der 1930er Jahre mit Kunstwerken belieferte und Almas-Dietrich allmählich verdrängte. Ein Kunsthistoriker urteilte: „Ihre große Stärke ist der Verkauf. Sie hat wenig Wissen über Finanzen und noch weniger über Kunst. Unter Händlern ist ihre Ignoranz in Kunstangelegenheiten legendär.“
Im Herbst 1945 stand sie unter Hausarrest in Velden bei Landshut. In einem Schreiben vom 30. Oktober 1945 an Edwin C. Rae, den Leiter des Central Collecting Point in München bezeichnete sie Almàs als „türkischen Israeliten“ und beklagte die Abholung von „4 Plastiken und 2 Bayr. Rokokospiegel“ ohne Empfangsbestätigung durch einen amerikanischen Offizier. Am 4. März 1949 wandte sie sich an das Besatzungskostenamt betreffs „Schadenersatzansprüche gegen die USA“, weil ihre Gemälde von Grützner, Defregger, Horemans und Braith sowie „5 Holzskulpturen von männl. Heiligen“ im Collecting Point nicht mehr auffindbar und vermutlich gestohlen waren. Nach dem Krieg gehörte Maria Dietrich zu den Ausstellern auf der von Otto Bernheimer mitbegründeten Münchner Kunst- und Antiquitätenmesse. „Aber gleichzeitig irritierte es nur wenige, dass auf der 1956 aus der Taufe gehobenen Deutschen Kunst- und Antiquitätenmesse München Hitlers und Görings Hoflieferantin Maria Dietrich mit ihrer Galerie Almas zu den Ausstellern mit prominentem Standplatz gehörten ...“
Die Verbindung zu Bruno Lohse und Heinrich Hoffmann blieb bestehen.
„Der Kunsthändler Bruno Lohse  gehörte neben Karl Haberstock und Maria Almas-Dietrich wohl zu den bedeutendsten Kunsthändlern im Dienst der nationalsozialistischen Regierung.“
Lohse hatte 1944 die heimliche „Beschlagnahme“ der Sammlung von Adolphe Schloss im unbesetzten Frankreich organisiert. Nach dem Krieg gab er zu, dass er eine Reihe von Werken behalten hatte und dass er sie zuerst Walter Andreas Hofer für Göring anbot, ehe er mit Maria Almas Dietrich verhandelte.
Mimi tho Rahde führte die Kunsthandlung nach dem Tod ihrer Mutter weiter.

## Werke
Das Ölgemälde „Fiat Justitia“ von Carl Spitzweg gelangte 1938 aus der von den Nationalsozialisten bedrängten Galerie Heinemann an Frau Dietrich. Das Werk wurde nicht der Familie Heinemann zurückgegeben, sondern diente ab 10. Juni 1949 als Amtsraumschmuck im Bonner Bundespräsidialamt. Später landete es im Berliner Kunstdepot des Bundesamtes für zentrale Dienste und offene Vermögensfragen.
Die Allegorie der „Hygieia“ von Ferdinand Georg Waldmüller kam von dem verfolgten Hermann Eissler in Wien zu der Münchner Galerie „Almas“.
„Bereits im Juni 1938 ersuchte die Münchner Kunsthändlerin Maria Almas-Dietrich um die Bewilligung der Ausfuhr der 4 Apothekenschilder, die für das Führerhaus in München bestimmt waren.“
Kreide- und Bleistiftzeichnungen des Adolph von Menzel gelangten von der rassistisch bedrängten Galerie der Anna Caspari zu Maria Dietrich. Nach dem Krieg wurden die Blätter auf verschiedene bundesdeutsche Museen verteilt.
Die „Nymphe Genoveva“ des Moritz von Schwind wurde 1940 aus dem Besitz des politisch missliebigen Richard von Kühlmann kostengünstig für das „Führermuseum“ beschafft und 1966 in das von der Heydt-Museum zu Wuppertal überstellt.